# Oyón
Oyón (en basc Oion) és un municipi d'Àlaba, de la Quadrilla de Laguardia-Rioja Alabesa. Comprèn els concejos de Barriobusto i Labraza.

## Història
En la història d'Oyón cal destacar una sèrie de fets importants que estan representats en l'escut heràldic de la vila. Són els següents: 
- La llarguíssima permanència d'Oyón, com a llogaret depenent de la vila de Laguardia, sota el regnat dels Reis de Navarra (923-1461).
- L'encara més llarga dependència d'Oyón del Bisbat de Pamplona -o de Nájera- (923-1862).
- Apareix en 1366 com llogaret depenent de Laguardia, a la germanor del qual va pertànyer, en la fitació que es va realitzar en aquest any dels pobles de Navarra.
- La unió d'Oyón com a part de l'Ajuntament de Laguardia a la Germandat d'Àlaba en 1486
- En 1633, gràcies a un privilegi real de Felip IV d'Espanya, s'independitza de Laguardia i es converteix en Vila.
- L'haver estat un fil important en el primer itinerari del Camí de Santiago, almenys fins a l'any 1095
- Per resolució de 20 de gener de 1992 del Govern Basc, la vila passa a denominar-se oficialment OYON-OION.

## Art
- Església de Santa María de l'Assumpció: Construïda en estil barroc durant el segle xviii (1744-1748), sobre altra anterior dels últims anys del segle xv o principis del XVI en les acaballes del gòtic, construcció de la qual queden poques restes. Temple construït amb carreus. La portada gòtic-renaixentista isabelina del XV-XVI, de fins treballs en arc polilobulado. El cor és plateresc, del XVI. L'absis és semicircular, dividit en quatre trams pels contraforts. El retaule major renaixentista amb avanços del barroc, de molt bona factura. La torre, barroca, és considerada com la més esvelta i bé traçada de la Rioja Alabesa. Se li coneix com la "Giralda", nom que pren del penell que la corona (figura de filadora amb la seva filosa).
- Ermita de la Verge de les Vinyes: Es troba en la forest i parc de Santa María, i és una construcció moderna, de 1.993.
- Palau dels comtes de Bureta: Sobresurt amb torre de maó i quatre arcs encegats en cada costat. (Propietat particular).
- Palau del marquès del Puerto: Al costat de l'església, el superb Palau amb blasons i llegenda. (Propietat particular).

## Festes i tradicions
La dansa dels sants patrons: els onze dantzaris, disposats en dues files de cinc, amb el capità director, executen la dansa al so de la gaita i tambor (circumstancialment, clarinet i caixa) i tocant les castanyoles. Dues són les versions i ambdues s'alternen en els quatre punts equidistants de la processó: en una d'elles, composta de 4 parts, els dantzaris alternen creus, cadenes i voltes en l'aire, per a oferir una bonica, vistosa i complicada dansa. En l'altra, que és semblant a la primera part de l'anterior, es balla avançant d'esquena al sentit de la marxa, i d'enfront dels Sants Patrons.
Revolcón del Katxi: Personatge d'origen desconegut, amb vestit de feltre de grans ratlles vermelles i verdes. Tocat amb un capell d'igual tela, duu penjada una pell de guineu.
Torillo de fuego: Roda de focs d'artifici sobre el qual es col·loca un toro i un paisà. Les fogueres: Aquesta tradició es remunta a les fogueres que s'encenien pels carrers de la localitat per a enllumenar-les durant la nit.
L'aurora: A les 4 h de la matinada, és cantada en els cantons que antigament es publicaven els bàndols municipals. La lletra i la música de cada aurora s'utilitza només una vegada.
Festes a Oyón: Festes Patronals els dies 21 i 22 de Gener (San Vicente i Sant Anastasio). (Actes: katxi, fogueres, aurora, dansa, torillo de foc). Diumenge de Resurrecció. (acte: crema del judes). Finals d'Agost: Acció de Gràcies (actes: katxi, tancaments, degustacions, carrera ciclista, revetlles, toro de foc).

## Gastronomia
- Menjades: sopes d'all i de xoriço, patates amb chorizo o a la riojana; minestra de verdures, ranxo (Labraza), molles a la paella, sartenada (Oyón), costelles al sarment, rostit d'anyell.
- Dolços: coques sobades, ametlles garrapinyades, torrijas, bunyols, pessigolles, arròs amb llet, compota de figues seques, pastís del Katxi (Oyón).
- Begudes: abrigalli, tostadillo (Oyón), zurracapote, vins, cava.

## Fills il·lustres d'Oyón
- Salustiano de Olózaga Almandoz, polític, diputat i ambaixador a França.
- Ambrosio Bernal de Mena i Vallejo, catedràtic de Dret, governador de Calàbria i Capua i alcalde de Madrid.

## Agermanaments
- Sent Martin de Senhans